# SN 1995Q
SN 1995Q – supernowa typu II odkryta 31 maja 1995 roku w galaktyce A201629-4324. W momencie odkrycia miała maksymalną jasność 18,00m.